# 2006 QR181
2006 QR181, também escrito como 2006 QR181, é um objeto transnetuniano que está localizado no Cinturão de Kuiper, uma região do Sistema Solar. Ele possui uma magnitude absoluta de 7,2 e tem um diâmetro estimado com 167 km.

## Descoberta
2006 QR181 foi descoberto no dia 22 de agosto de 2006.

## Órbita
A órbita de 2006 QR181 tem uma excentricidade de 0,199 e possui um semieixo maior de 46,409 UA. O seu periélio leva o mesmo a uma distância de 37,188 UA em relação ao Sol e seu afélio a 55,629 UA.